# ژوزه پینیرو
ژوزه پینیرو (فرانسوی: José Pinheiro‎؛ زادهٔ ۱۳ ژوئن ۱۹۴۵) یک کارگردان اهل فرانسه است که از سال ۱۹۸۰ بیش از ۲۰ فیلم کارگردانی کرده‌است.

## فیلم شناسی برگزیده
| سال  | عنوان                  | توضیحات |
| ---- | ---------------------- | ------- |
| ۱۹۸۸ | پلیس خفته را بیدار نکن |         |
| ۱۹۸۷ | عشق حقیقی من ، زخم من  |         |
| ۱۹۸۵ | حرف یک پلیس            |         |